# 우루치파야어족
우루·치파야어족(영어: Uru–Chipaya languages)은 볼리비아의 원주민 언어들이 속한 어족이다.
우루치파야어족 언어 화자들은 원래 티티카카호, 포오포호(Poopó), 데사과데로강에서 고기를 잡으며 생활했다.
치파야어는 1,000명 이상이 구사하고 원주민 사회에서 활발히 쓰이고 있지만, 우루치파야어족의 다른 언어는 모두 사멸했다.
Loukotka (1968)에 따르면 안토파가스타현의 와스코(Huasco)에서 코비하(Cobija)에 이르는 칠레의 해안 지대에서 창고족 또한 우루치파야어족에 속하는 창고어를 사용했으나, 이후에 아라우칸화되었다.

## 언어 접촉
Jolkesky (2016)는 우루치파야어족과 쿤자어, 푸키나어, 파노어파, 아이마라어족, 케추아어족, 마푸체어, 모세텐치마네어 사이의 어휘적 유사성을 지적하였다.

## 어휘
Loukotka (1968)는 우루어(Uro, Uru)와 치파야어의 기초 어휘 목록을 다음과 같이 제시한다.
| 뜻     | 우루어 | 치파야어  |
| ------ | ------ | --------- |
| 하나   | sipi   | shintal'a |
| 둘     | pisk'i | pishk     |
| 셋     | chepe  | chep      |
| 머리   | ácha   | acha      |
| 눈[目] | shukui | chuki     |
| 손     | kárshi | kxara     |
| 여자   | túkũ   | txuna     |
| 물     | koási  | kuas      |
| 해     | túñi   | túñi      |
| 옥수수 | tura   | tara      |

## 같이 보기
- 우루족

## 참고 문헌
- Aguiló, F. (1986). El idioma de los Urus. Editora Centro Portales.
- Cerrón-Palomino, R. (2011). Chipaya. Léxico y etnotaxonomía. Lima: PUCP.
- Espinoza Soriano (1991). Proto-Takanan and Uru-Chipaya: genetic relationship or ancient loans? Comunicação apresentada em: Conferencia Internacional sobre Lenguaje, Política Oficial sobre el Lenguaje y Política Educativa en los Andes, 28-30 October 1991. Newark: University of Delaware.
- Hannẞ, K. (2008). Uchumataqu: The lost language of the Urus of Bolivia. A grammatical description of the language as documented between 1894 and 1952 (ILLA, 7). Leiden: CNWS Publications.
- Nimuendajú, K. (1928-1929). Wortliste der Šipáya-Indianer. Anthropos, 23:821-850, 24:863-896.
- Snethlage, E. (1932). Chipaya- und Curuaya-Wörter. Anthropos, 27:65-93.
- Vellard, J. A. (1949-1951). Contribution à l'étude des Indiens Uru ou Kot'suñs. Travaux de l'Institut Français d'études Andines, 1:145-209, 2:51-89, 3:3-39.